# Hedydipna collaris
El suimanga acollarado (Hedydipna collaris) es una especie de ave paseriforme de la familia Nectariniidae propia del África subsahariana.

## Descripción
Son pájaros pequeños, sólo 10,9 cm de largo. El macho adulto tiene las partes superiores verde brillante y la cabeza amarilla y con banda estrecha morado. La hembra es de color verde opaco por encima y por debajo de amarillo. Esta especie se encuentra en los bosques cerca del agua.

## Subespecies
- Hedydipna collaris collaris
- Hedydipna collaris djamdjamensis
- Hedydipna collaris elachior
- Hedydipna collaris garguensis
- Hedydipna collaris hypodila
- Hedydipna collaris somereni
- Hedydipna collaris subcollaris
- Hedydipna collaris zambesiana
- Hedydipna collaris zuluensis

## Comportamiento y ecología
Como otros suimangas se alimenta en gran medida de néctar, aunque también comen los insectos. De hecho, el suimanga acollarado es principalmente insectívoro.
Tiene un vuelo rápido y directo con sus alas cortas. Es común en la mayoría de África subsahariana. Ponen dos o tres huevos en un nido suspendido de la rama de un árbol.